# Daley Thompson
Sir Francis Morgan Thompson (London, Velika Britanija, 30. srpnja 1958.), poznatiji kao Daley Thompson, je čuveni desetobojac iz Velike Britanije.
U svojoj karijeri je osvojio dva naslova olimpijskog pobjednika u desetoboju, a svjetski rekord u toj disciplini je postavljao četiri puta. Na Igrama u Los Angelesu 1984. je osvoji zlato s rezultatom blizu svjetskog rekorda, koji je naknadnom korekcijom sudaca nakon natjecanja kasnije promijenjen na 8847 bodova. Taj je rezultat ostao olimpijskim rekordom punih 20 godina.
Thompson je jedan od rijetkih sportaša u povijesti atletike koji je u jednom trenutku objedinio naslove olimpijskog, svjetskog i europskog prvaka u nekoj atletskoj disciplini. Osim nesumnjivim atletskom spremom, Thompson je bio poznat i po medijskim istupima, čime je znatno doprinio globalnoj popularnosti atletike te posebno discipline desetoboja, koja je prije njegovog vremena uglavnom bila izvan centra interesa šire javnosti.

## Zanimljivosti
Thompsonovu popularnost i ime su dobro iskoristili u tvrtki za izradu računalnih igara Ocean Software, koji su 1980-tih godina izdali vrlo uspješne igrice: Daley Thompson's Decathlon, Daley Thompson's Supertest te Daley Thompson's Olympic Challenge.